# Фрагментація оселищ

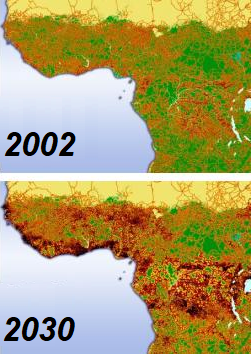
Фрагментація і знищення місць поширення людиноподібних мавп в Центральній Африці — результат дослідження за проектами Globio та Grasp

Фрагментація оселищ — процес, внаслідок якого розміри оселища (біотопу) зменшуються, при цьому біотоп ділиться на два або більше фрагментів (плям), розділених територіями, що використовуються людиною або ж зайнятими угрупованнями, які виникають унаслідок діяльності людини. Інколи фрагментація біотопів стає результатом природних процесів.

Фрагментація може відбуватися різним чином: у вигляді хвилі, що проходять через всю площу, або локально — лінійно (у зв'язку з прокладанням доріг, доріжок) або в зв'язку з розширенням плям використовуваних земель.
Фрагментація у великих масштабах може призвести до вимирання видів унаслідок випадкових подій.